# Exotic
Exotic a fost o formație românească de muzică dance, înființată în anul 1999 și formată din Julia Chelaru (22 de ani), Andreea Bănică (21 de ani) și Claudia Pătrășcanu (19 ani).
Trupa a debutat cu albumul „Sexxy”, materialul muzical fiind compus de Costi Ioniță și colegul acestuia Dorin Topală de la Valahia.
Formația s-a destrămat după scurt timp.
Cea care și-a dorit o carieră pe cont propriu a fost Andreea Bănică.
În scurt timp ce aceasta s-a asociat cu Cristina Rus și au înființat trupa Blondy, Julia și Claudia au rămas împreună, schimbându-și numele în Sexxy.